# Günter Geise
Günter „Flocki“ Geise (* 14. Februar 1930 in Phiesewarden) ist ein ehemaliger deutscher Fußballspieler. Von 1948 bis 1960 absolvierte der Offensivspieler in der damals erstklassigen Fußball-Oberliga Nord für TuS Bremerhaven 93 196 Ligaspiele und erzielte 46 Tore. Der schnelle Flügelstürmer wurde mit Bremerhaven in der Saison 1954/55 Vizemeister im Norden und absolvierte im Mai/Juni 1955 vier Spiele in der Endrunde um die deutsche Fußballmeisterschaft.

## Laufbahn
Als Schüler und Jugendlicher spielte „Flocki“ Geise beim SC Nordenham und dem Geestemünder SC, nach Ende des Zweiten Weltkriegs schnürte er seine Kickstiefel für die „Weinroten“ von Bremerhaven 93. Nachdem er mit der Mannschaft vom Zollinlandstadion in der Saison 1946/47 mit dem 5. Rang in der Oberliga Niedersachsen Nord nicht die Aufnahme in die neu eingeführte Fußball-Oberliga Nord zur Runde 1947/48 erreicht hatte, gelang dies in der Saison 1947/48 nach dem Gewinn der Meisterschaft in der Verbandsliga Bremen und dem Erfolg in der Aufstiegsrunde gegen den Eimsbütteler TV, Göttingen 05, Itzehoer SV, Altona 93 und Teutonia Uelzen. Mit Mannschaftskameraden wie Torhüter Heinz Cella, Verteidiger Horst Wagenbreth, Läufer Werner Kolditz und den weiteren Offensivakteuren wie Günter Block und Ewald Zander glückte der Oberligaaufstieg.
Am ersten Rundenspieltag der Saison 1948/49, dem 29. August 1948, debütierte Aufsteiger Bremerhaven vor 12.000 Zuschauern beim Hamburger SV in der Oberliga Nord. Geise spielte im damaligen WM-System als Mittelstürmer und seine langjährigen Mannschaftskollegen Wagenbreth und Kolditz erlebten auch das Offensivspektakel der „Rautenträger“ als TuS-Aktive. Mit 1:7 verlor Bremerhaven das Startspiel in der Oberliga Nord; damit war der Unterschied zur Leistungsspitze im Norden aufgezeigt. Abwehrrecken wie Torhüter Walter Warning, Edmund Adamkiewicz, Heinz Werner, Erwin Reinhardt und Werner Gorszka wirkten auf einem Niveau, an das sich der Aufsteiger erst gewöhnen musste. Es ging im ersten Jahr nur um den Klassenerhalt. Bremerhaven belegte nach Abschluss der Runde mit 14:30 Punkten den 12. Rang. Den Klassenerhalt schafften am Ende alle 13 gestarteten Vereine, da nach Rundenende der Abstieg ausgesetzt und zur Saison 1949/50 die Liga auf 16 Teilnehmer erweitert wurde. „Flocki“ Geise hatte für die 93er alle 22 Rundenspiele bestritten und sieben Tore erzielt.
Im ersten Jahr der 16er-Oberliga, 1949/50, belegte die Mannschaft vom Zollinlandplatz unter dem neuen Trainer Gustav Wieser mit 30:30 Punkten den 10. Rang; Angreifer Geise hatte in 12 Ligaspielen einen Treffer erzielt. Das war für einen Spieler seiner Klasse nicht ausreichend, der Grund lag aber nicht am mangelnden Training und Können, sondern an Verletzungsfolgen aus dem letzten Verbandsspiel des Vorjahres. Am 20. März 1949 hatte er sich beim Heimspiel gegen den VfB Lübeck (1:3) eine schwere Knieverletzung zugezogen, zu früh wieder mit dem Training angefangen, den Knieschaden nicht richtig auskuriert und laborierte fortan bis zum Ende seine Laufbahn an einem „Wackelknie“. Erst am 18. Dezember 1949 konnte der eigentlich immer gesetzte, pfeilschnelle und hakenschlagende Angreifer wieder in das Rundengeschehen eingreifen.
Die nächsten vier Runden arbeitete Trainer Helmuth Johannsen in Bremerhaven und die Mannen um Geise und B-Nationalspieler Werner Lang etablierten sich im Tabellenmittelfeld. Zur Saison 1954/55 übernahm der vorherige Spieler Robert Gebhardt die Trainingsleitung bei den Weinroten. Die Mannen um Geise starteten mit einem 3:1-Heimerfolg gegen den amtierenden Deutschen Meister Hannover 96 in die Runde. Geise war an der Seite der weiteren Angriffsspieler Mokroß, Machnicki, König und Bründel als Mittelstürmer im Einsatz gewesen. Am fünften Spieltag, dem 3. Oktober 1954, verlor Bremerhaven mit 0:3 beim Hamburger SV, wo das junge Angriffspaar Klaus Stürmer und Uwe Seeler eindrucksvoll aufspielte und zeigte, wozu der neue HSV wieder im Stande war. Der Bremerhavener Angriff mit Rechtsaußen Geise konnte sich gegen die von Weltmeister Jupp Posipal angeführte HSV-Abwehr nicht durchsetzen.
Die Runde beendete das Team von Trainer Gebhardt mit 41:19 Punkten als überraschender Vizemeister: Geise hatte infolge seines „Wackelknies“ lediglich 17 Ligaspiele absolviert (4 Tore) und Heinrich Mokroß mit 19 Toren die meisten Treffer erzielt. Der letzte Rückrundeneinsatz des quirligen Angreifers resultierte vom 3. April 1955, bei einem 2:1-Auswärtserfolg bei Holstein Kiel. Danach wurde er wieder durch seine permanenten Knieprobleme zu einer Spielpause gezwungen. Er stand Bremerhaven deshalb auch nicht in den zwei Qualifikationsspielen am 4. und 5. Mai (Wdh.) gegen den Südwestvizemeister Wormatia Worms zur Verfügung und konnte erst am zweiten Gruppenspieltag, dem 19. Mai, beim 1:0-Heimerfolg im Bremer Weserstadion gegen Worms in die Endrunde eingreifen.
Am Ende rangierte der Nordvize mit 6:6 Punkten auf dem 2. Gruppenrang und Geise hatte vier Endrundenspiele bestritten. Im DFB-Pokal dagegen war er in allen drei Spielen gegen die SpVgg Erkenschwick (5:1, ein Torerfolg), den Hamburger SV (3:1) und im Auswärtsspiel gegen den FC Schalke 04 am 2. Januar 1955 (0:2) einsatzfähig gewesen und hatte auch jeweils an den Pokalspielen mitgewirkt. Der nächste Schicksalsschlag ereignete sich am 6. Januar 1957: Beim Heimspiel gegen den VfL Wolfsburg zog er sich bei einem Zusammenprall mit dem gegnerischen Torhüter einen Schienbeinbruch zu und wurde zu einer längeren Spielpause gezwungen. Nach acht Monaten Spielpause konnte der unverwüstliche Angreifer mit dem Heimspiel am 29. September 1957 gegen Eintracht Nordhorn (3:0) seine Karriere wieder fortsetzen. Er stürmte auch beim spektakulären 7:5-Heimerfolg von Werder Bremen gegen TuS 93 am 12. Januar 1958 am rechten Flügel der Gäste. Die TuS-Elf war mit 2:0 in Führung gegangen, Werder hatte das Spiel auf 5:2 gedreht, Bremerhaven mit einem Kraftakt in der 72. Minute den 5:5-Ausgleich hergestellt und Werder-Angreifer Günter Wilmovius hatte schließlich mit zwei Treffern in den restlichen Minuten das Spiel entschieden.
Sein letztes Oberligaspiel absolvierte „Flocki“ Geise am 31. Januar 1960 bei einem 2:2-Heimremis gegen Holstein Kiel. Er hatte auf Rechtsaußen an der Seite von Werner Torner, Hermann Popall, Klaus Niemuth und Siegfried Presche gestürmt und sein zehntes Tor in 17 Rundeneinsätzen erzielt. Mit 196 Einsätzen und 46 Toren beendete er im Sommer 1960 seine 12-jährige Oberligakarriere (siehe auch Liste der Spieler der Fußball-Oberliga Nord). Ohne seine permanenten Kniebeschwerden hätte er sicherlich weit mehr an Spielen und Toren für TuS 93 vorzuweisen gehabt.